# Jan Kazimierz Krasiński
Jan Kazimierz Krasiński herbu Ślepowron (ur. 1607 w Ciechanowie, zm. 28 marca 1669) – podskarbi wielki koronny w latach 1658–1668, wojewoda płocki w latach 1650–1659, kasztelan płocki w latach 1646–1650, kasztelan warszawski w latach 1637–1646, kasztelan ciechanowski w 1637 roku, podkomorzy ciechanowski w 1634 roku, ochmistrz królewicza Karola Ferdynanda, od 1634, starosta nowokorczyński do 1651 roku, starosta nowomiejski w 1660 roku, pułkownik królewski w 1661 roku, starosta łomżyński w latach 1652–1661, starosta płocki od 1637 roku, dworzanin i sekretarz króla w 1631 roku, marszałek sejmiku generalnego województwa mazowieckiego w 1630 i 1634 roku.
Syn Stanisława, ojciec Jana Dobrogosta. Pierwsza żona Urszula Grzybowska od 1635 zmarła w 1647 – dzieci Jan Bonawentura Krasiński i Joanna Maria Krasińska. Drugą żoną była Amata Andrea Andrault de Langeron (zm. 1663) (starsza pokojowa królowej Ludwiki Marii). Z drugiego małżeństwa dzieci nie miał.
Studiował w kolegium jezuitów w Pułtusku w 1617 roku, w Strasburgu w 1623 roku, w Bazylei w latach 1623–1628, w Norymberdze w 1628 roku.
W 1631 był delegatem do Trybunału Radomskiego, w 1634 zaś komisarzem do zapłaty wojsku. W 1630 i 1634 był marszałkiem sejmiku generalnego mazowieckiego. Był starostą Łomży, Nowego Miasta Korczyna, Przasnysza i Parczewa.
W 1632 roku był elektorem Władysława IV Wazy z ziemi ciechanowskiej. W czasie potopu szwedzkiego dowodził wojskami polskimi w bitwie pod Nowym Dworem.
W 1634 roku wyznaczony na sejmie komisarzem z Koła Poselskiego do zapłaty wojsku. Poseł sejmy ekstraordynaryjne 1634 roku (z sejmiku ciechanowskiego) i 1635 roku. Poseł na sejm koronacyjny 1633 roku.
Podpisał pacta conventa Jana II Kazimierza Wazy w 1648 roku.
Stał na czele polskich komisarzy, którzy 3 listopada 1656 roku zawarli z Rosją rozejm w Niemieży. Często uczestniczył w trudnych komisjach skarbowych, w 1666 nakazał przyjmować cło tylko w złocie i srebrze. Należał do gorliwych stronników Ludwiki Marii, zwłaszcza w jej prób reform ustrojowych. Został pochowany 25 kwietnia 1669 w Krasnem w ziemi ciechanowskiej, gdzie wybudował szpital i odrestaurował kościół oraz wzniósł pomniki swym przodkom.